# Зевенгейзен (Утрехт)
Зевенгейзен (нід. Zevenhuizen) — селище в нідерландській провінції Утрехт. Входить до муніципалітету Бюнсхотен.
Перша згадка про населений пункт датується 1469 роком. Наразі у ньому нараховується близько 30 будинків.